# Заозерское княжество
Заозерское княжество — удел в Ярославском княжестве, существовавший в XV веке.
Заозерье — земли, лежащие по северо-восточной и северо-западной сторонам Кубенского озера. Ещё до 1447 года Заозерское княжество было присоединено к Москве, за которою после некоторых колебаний и осталось.
Первым удельным заозерским князем (в 1420—1440 годах) был Дмитрий Васильевич, внук ярославского князя Василия Давыдовича Грозные Очи. Дочь этого Дмитрия была в замужестве за Дмитрием Шемякой, сын его Семён вероятнее всего был вторым заозерским князем.